# 假性宫缩
假性宫缩，又称为布拉克斯顿·希克斯收缩（英语：Braxton Hicks contractions）。它是在怀孕之后六周即可能发生的子宫收缩，但通常发生在怀孕的第二和第三个三月期。

## 症状
假性宫缩经常与分娩相混淆。假性宫缩能帮助孕妇准备分娩，但假性宫缩并不意味着孕妇即将分娩。
假性宫缩与分娩的区别
|                  | 假性宫缩                   | 分娩                             |
| 宫颈扩张         | 不会导致宫颈扩张           | 会导致宫颈扩张                   |
| 宫缩频率         | 宫缩频率不规律             | 宫缩的间歇时间规律，且越来越频繁 |
| 宫缩强度         | 不强                       | 越来越强                         |
| 持续时间         | 不定                       | 持续30-90秒，且逐渐变长          |
| 疼痛位置         | 往往在前腹部               | 疼痛由后往前传递                 |
| 孕妇活动后的变化 | 孕妇活动后，宫缩可能会停止 | 孕妇活动后，宫缩不会停止         |

总的来说，假性宫缩不会随着时间推移变得更频繁，更久，更强。然而，随着孕晚期的到来，假性宫缩会变得越来频繁和持久。
如有以下症状，则需要专业的医学检查：
- 阴道出血或渗出液体
- 子宫收缩频繁（每五分钟一次），强度大，已持续一小时
- 随着胎儿的移动而改变或者明显减弱

## 原因
尽管假性宫缩的原因尚不明确，但有如下原因可能导致孕妇的假性宫缩：
- 脱水
- 膀胱充满
- 性交
- 运动（跑步，提重物）
- 压力过大
- 胃部被碰撞

关于为何会假性宫缩，有如下两个猜想：可能是身体在为真正的分娩而演练，也有可能是胎儿受到了刺激，需要从血液中获得更多的氧气。

## 治疗
尽管没有明确的治疗手段，一些缓解假性宫缩的办法包括：
- 足量饮水
- 喝热牛奶，热水，或少量饮食
- 排尿
- 有节奏的呼吸
- 左侧卧
- 休息，减轻压力